# 跂踵人
跂踵人（きしょうじん）は中国に伝わる伝説上の人種である。大踵とも。古代中国では北方に位置する国に棲んでいたとされる。

## 概説
古代中国の地理書『山海経』の海外北経によると、跂踵国は拘纓国の東にあり、跂踵人は人間の姿をしているがとても大きく、特に足が大きいという。
『淮南子』の注などによると、跂踵人たちは決して踵（かかと）を地面につけずに歩くとも伝えられており、爪先だけで立って居る姿を描いた『山海経』の図も確認することが出来る。

## 跂踵人の登場する作品
『鏡花縁』
跂踵国が旅の途中に舞台として登場する。跂踵人はぶあつい足をしており、爪先だけでたって歩くとされる。主人公たちの一行は結局この歩き方を遠くから見ただけで上陸はしなかった。